# 凯文·贝伦斯
凯文·贝伦斯（德語：Kevin Behrens，1991年2月3日—）是一位德国足球运动员，現效力於瑞士足球超级联赛俱乐部盧加諾，也曾入选德国国家足球队，于场上司职前锋。

## 俱乐部生涯
贝伦斯出生于不来梅，自幼便在当地的邦滕托和魏厄等俱乐部接受足球训练。2008年夏天，他加入德甲俱乐部云达不来梅的青训营，但始终未能晋身一线队或身处德丙的二队。他在第五级联赛的云达不来梅三队度过了首个成人赛季。继代表威廉港和汉诺威96二队在北部地区联赛征战了三年之后，这位攻击手于2014年夏天离开北德，转投西部地区联赛俱乐部阿勒曼尼亚亚琛。至2014-15赛季结束时，贝伦斯随队获得亚军，仅落后冠军暨升班马普鲁士门兴格拉德巴赫二队1分。
2015-16赛季，贝伦斯转会至联赛竞争对手红白埃森，并因身材高大和金色长发而被昵称为“索尔”。但仅为新东家出场了8次，便于冬歇期被西南地区联赛俱乐部萨尔布吕肯签入。在代表萨尔兰州府球队参加的85场正式比赛中，这位中锋贡献了41个进球和31次助攻，并在2017年春季赢得萨尔兰杯。在2018年的两回合制德丙升级附加赛中，贝伦斯随萨尔布吕肯分别以2比3和2比2不敌巴伐利亚冠军慕尼黑1860，无缘升入德丙。
凭借在地区联赛的优异表现，贝伦斯于2018年夏天与德乙俱乐部桑德豪森签订了一份为期三年的合同，并在接下来的两年中始终位居德乙射手榜前列。2021年7月，他免费转会至德甲俱乐部柏林联。2021年9月16日，在2021-22赛季欧洲协会联赛以3比1击败布拉格斯拉维亚的比赛中，贝伦斯射入了自己在欧洲赛事中的首粒进球。在2023-24赛季德甲首轮、即2023年8月20日主场以4比1战胜美因茨05的比赛中，贝伦斯又上演了他的第一个德甲帽子戏法，使其成为自引入数据统计（2004-05赛季）以来第一位在德甲单场比赛中攻入三个头球的球员。2023年9月20日，他首度亮相欧冠联赛，但球队却以0比1不敌皇家马德里。
2024年1月31日，贝伦斯转会至联赛竞争对手沃尔夫斯堡。

## 国家队生涯
2023年10月初，贝伦斯首度被联邦主教练尤利安·纳格尔斯曼征召入德国国家足球队，以参加对阵美国和墨西哥的两场友谊赛。他在对阵墨西哥的比赛中于第87分钟替换贾马尔·穆西亚拉登场，完成了国家队首秀，比赛最终以2比2握手言和。

## 个人生活
贝伦斯的妹妹金·贝伦斯是一名沙滩排球运动员。

## 成就
- 萨尔兰杯冠军：2017年
- 西南地区联赛冠军：2018年